# Список правителей Мали

Сундиата Кейта — первый манса Мали

Список правителей Империи Мали — хронологический (по времени ношения титула) перечень имён 25 правителей империи Мали с 1230 по 1670 год.

## История
Первоначально Мали было небольшим княжеством в верховьях Нигера, по соседству с Каниага — крупным государством народа сосо. Государство Мали пребывало в вассальной зависимости от империи Гана. Одному из малийских правителей — Мусе Кейте (ок. 1200—1218) — приписывается основание города Кангаба на Нигере, чуть выше по течению от города Бамако, столице современной Республики Мали. Контроль Ганы над Мали закончился в XII веке. Провинция Кангаба, свободная от влияния Сонинке, раскололась на двенадцать королевств со своими собственными фаама. Манден (Мали) был разделен пополам на территории Додугу на северо-востоке и территории Кри на юго-западе.
После политического вмешательства Альморавидов в дела Империи Гана в XI веке и её падения в конце XII века, образовался вакуум власти, который поспешили занять князья Сосо, Каниага и Мандинка. Примерно в 1140 году королевство Соссо, бывший вассал Ганы, начало завоевывать земли бывшего сюзерена. К 1180 году он даже подчинил Гану, заставив сонинке платить дань. В 1203 году в Соссо к власти пришел Сумаоро Канте, сын великих кузнецов и магов народа сусу и, как сообщается, терроризировал большую часть Мандена, воруя и обращая женщин в рабство, забирая товары как из Додугу, так и из Кри. Уничтожить королевство Соссо и спасти народ мандинка было суждено Сундиате Кейте, сыну правителя Ниани.
Сундиата Кейта принял призыв о помощи от своего народа и смог собрать и возглавить объединённую армию Мемы, империи Ганы и городов-государств мандинка. Сундиата собрал всю армию и поднял восстание в 1234 году. Сундиата Кейта использовал пехотные ресурсы своих союзников внутри и за пределами Мандена, чтобы превзойти Соссо в нескольких столкновениях. После нескольких побед объединённая армия двинулась в Ниани и на пути в 1235 году у города Кри (Кирина, Крина) встретились с армией Соссо. В битве объединённая армия под командованием Сундиаты Кейта разгромила силы Сумаоро, и мандинка победным маршем дошли до Кумби-Сале и захватили его, положив конец Империи Сосо. После победы король Сумаоро исчез, а мандинка штурмовали последние из городов Соссо. Маган Сундиата был объявлен «фаама фаамас» (манд. Faama Faamas;«король королей») и получил титул «манса», что переводится как «король». В возрасте 18 лет он получил власть над союзом всех 12 королевств мандинка, который стал империей Мали. Он был коронован под тронным именем Сундиата Кейта, став первым императором мандинка. И так имя Кейта стало королевской династией.
О возникновении Мали рассказывает псевдоисторический «Эпос о Сундиате», некоторые сведения также известны из трудов трёх арабских географов: аль-Умари, Ибн Баттуты и Ибн Хальдуна.

## Мансы Мали
| Номер | Манса                         | Связь с предшественником      | Годы правления  | Комментарии | Прим.         |
| ----- | ----------------------------- | ----------------------------- | --------------- | --- | ------------- |
| 1     | Сундиата Кейта (Мари Диата I) |                               | 1235—1255       | Основал империю | [ 4 ]         |
| 2     | Ули I Кейта                   | сын Сундиаты                  | 1255—1270       | | [ 5 ]         |
| 3     | Уати Кейта                    | сын Сундиаты                  | 1270—1274       | | [ 6 ]         |
| 4     | Халифа Кейта                  | сын Сундиаты                  | 1274            | Был убит из-за своей жестокости по отношению к придворным | [ 7 ]         |
| 5     | Абу Бакр I                    | внук Сундиаты, через его дочь | 1274—1285       | Единственный манса, который унаследовал престол по женской линии | [ 8 ]         |
| 6     | Сакура                        |                               | 1285—1300       | Освобождённый раб, ставший военачальником Абу Бакра и захвативший власть после его смерти                                                                                  | [ 9 ]         |
| 7     | Гао I                         | сын Ули I                     | 1300—1305       | Восстановил династию Кейта после убийства Сакуры | [ 10 ]        |
| 8     | Мухаммад I                    | сын Гао                       | 1305—1310       | | [ 11 ]        |
| 9     | Абубакар II                   | сын Ули                       | 1310—1312       | Передал власть Мусе, а сам отправился в Новый Свет | [ 12 ]        |
| 10    | Муса I                        | правнук Фа Магана             | 1312—1337       | Первым принял титул Манса. До этого титул назывался фаама (манд. Faama). При нём начинается пик могущества империи                                                         | [ 13 ]        |
| 11    | Маган I                       | сын Мусы I                    | 1337—1341       | Потерял власть из-за восстания поднятым его дядей | [ 14 ] [ 15 ] |
| 12    | Сулайман I                    | дядя Магана I                 | 1341—1360       | Получил власть, свергнув своего племянника. Экономика империи Мали при правлении Мансы Сулаймана была на своём пике. После его смерти начался медленный упадок государства | [ 15 ]        |
| 13    | Каса I                        | сын Сулаймана I               | 1360            | Правил всего 9 месяцев. Был свергнут Диатой II, сыном Магана I | [ 16 ]        |
| 14    | Диата II                      | сын Магана I                  | 1360—1374       | Сначала пытался свергнуть Сулаймана, но тот отправил его в изгнание. После смерти Сулаймана сверг его сына Касу                                                            | [ 15 ]        |
| 15    | Муса II                       | сын Мари Диаты II             | 1374—1387       | | [ 17 ]        |
| 16    | Маган II                      | сын Мари Диаты II             | 1387—1389       | Правил всего два года, прежде чем его трон был узурпирован Сандаки в 1389 году                                                                                             | [ 10 ]        |
| 17    | Сандаки I                     |                               | 1389—1390       | Муж вдовы Мари Диаты II, узурпировал трон и убил или изгнал Магана II |               |
| 18    | Маган III (Махмуд I)          | Внук или правнук Гао          | 1390            | |               |
| 19    | Муса III                      |                               | 1404 — ок. 1440 | |               |
| 20    | Ули II                        | брат Мусы III                 | 1460—1480       | Выгнал со своих территорий первых португальских колонизаторов |               |
| 21    | Махмуд II                     |                               | 1480—1496       | Установил контакт и дипломатические отношения с Португалией |               |
| 22    | Махмуд III                    |                               | 1496—1559       | Известен как манса, при котором Мали понесло наибольшие потери на своей территории. Последний манса правивший из Ниани. Столица перенесена в Кангабу                       |               |
| ?     |                               |                               |                 | |               |
| ?     | Махмуд IV                     |                               | 1590—1610       | Империя распадается после смерти Махмуда Кейты IV |               |
| ?     | Маган IV                      |                               | 1660—1670       | Последний носил титул манса. Смог вернуть Ниани, но затем вновь потерял город                                                                                              |               |